# Tiberio Julio Alejandro Juliano
Tiberio Julio Alejandro Juliano (en latín: Tiberius Julius Alexander Iulianus) fue un senador romano que vivió a finales del siglo I y principios del siglo II y desarrolló su cursus honorum bajo los reinados de Domiciano, Nerva, Trajano y Adriano. Fue cónsul sufecto en el año 117 junto a Cneo Minicio Faustino.

## Orígenes familiares
Puede que fuese hijo o nieto de Tiberio Julio Alejandro, procurador de Judea en el periodo de 46 a 48, lugarteniente de Gneo Domicio Corbulón durante sus campañas contra los partos entre los años 58 y 63 y prefecto de Egipto entre los años 66 y 69.

## Carrera política
Se conoce poco de la carrera de Alejandro Juliano, excepto por su participación en la Guerra parta de Trajano.
Entre el 114 y el 117 participó como legado de una legión desconocida. Se encargó en el año 116, junto con el legatus Sexto Erucio Claro, de reconquistar el sur de Mesopotamia que se había rebelado. Los dos generales cumplieron con éxito su misión y recuperaron el control de Seleucia del Tigris, que fue incendiada como castigo.
Como recompensa por sus acciones en Oriente, fue nombrado cónsul sufecto, poco después del final de las campañas contra los partos, en el año 117. Fue nombrado miembro del colegio de los Hermanos Arvales alrededor de los años 118-119 y tal vez todavía estaba vivó en el año 145.